# Sin rivales (álbum)
Sin rivales es el primer álbum de estudio del cantante estadounidense de reguetón Cheka. Fue publicado el 7 de noviembre de 2006 a través de NU Records y La Calle Records, siendo distribuido por Univision Music Group.
Contiene 19 canciones y un bonus track, además de sencillos como «Si tú te vas», «Por ti» y «Quedo así». Un año después, fue implicado en una demanda por $2.5 millones por parte de un joven de 14 años, alegando haber compuesto las canciones «Por ti», «Se fue» y «Una estrella».

## Lista de canciones
| N.º      | Título                                                             | Productor(es)             | Duración |  |
| 1.       | «Intro Sin Rival»                                                  | Cheka                     | 0:55     |  |
| 2.       | «Faltas»                                                           | Walde                     | 3:44     |  |
| 3.       | «Caripela»                                                         | DJ Memo                   | 2:59     |  |
| 4.       | «Entrar a tu corazón»                                              | Walde                     | 3:38     |  |
| 5.       | «Pensando en ti» (con Juno “The Hitmaker”)                         | DJ Memo                   | 3:35     |  |
| 6.       | «Súbelo...Báilalo [sic]»                                           | Walde · Juno              | 4:14     |  |
| 7.       | «Sin su amor»                                                      | Eduardo Reyes             | 3:53     |  |
| 8.       | «Bien guillao» (con Kastro)                                        | Yai & Toly                | 3:42     |  |
| 9.       | «Si tú te vas»                                                     | Walde                     | 4:07     |  |
| 10.      | «Por ti»                                                           | Eduardo Reyes             | 4:04     |  |
| 11.      | «Bailándote»                                                       | Yai & Toly                | 3:22     |  |
| 12.      | «Tu recuerdo» (con Jomar)                                          | Walde                     | 3:02     |  |
| 13.      | «Abran paso»                                                       | Yai & Toly                | 2:53     |  |
| 14.      | «Como olvidarte» (con N. Noriega)                                  | Noriega                   | 3:37     |  |
| 15.      | «Come Back (R&B)»                                                  | Eduardo Reyes             | 3:48     |  |
| 16.      | «Mi Yal»                                                           | Cheka · Walde             | 3:34     |  |
| 17.      | «Quedo así» (con Banda Zorro Viejo)                                | Cheka · Banda Zorro Viejo | 4:06     |  |
| 18.      | «Traición»                                                         | Eduardo Reyes             | 3:24     |  |
| 19.      | «Naci»                                                             | Cheka · Eduardo Reyes     | 4:02     |  |
| 20.      | «Put Ya Hands in the Air (Bonus Track)» (con Juno, Kastro, Keesha) | Juno                      | 3:40     |  |
| 01:10:19 |                                                                    |                           |          |  |

## Créditos y personal
Parcialmente adaptados desde AllMusic.
- David Lozada Santiago (Cheka) – Artista principal, composición, producción.
- Luis Fernando Caballero (Nando) – Productor ejecutivo.
- Eduardo Reyes – Arreglista, producción, teclados.
- Carlos de León – Batería.
- Gabriel “Chino” González – Coordinación, guitarra.
- George González – Masterización.
- José “Quique” Figueroa – Mezcla.
- Yamil Martínez – Mezcla.
- Ferdinand Rodríguez – Fotografía.
- Waldemar Sabat (Walde) – Composición, producción.
- Raymond Díaz (DJ Memo) – Producción.
- Yai & Toly – Producción.
- Luis Lozada Santiago (Juno “The Hitmaker”) – Artista invitado, composición, producción.
- Steven Rivera (Kastro) – Artista invitado.
- Omar Quiñonez (Jomar) – Artista invitado, composición.
- Norgie Noriega – Artista invitado, composición, producción.
- Banda Zorro Viejo – Artista invitado, composición, producción.
- Keesha – Artista invitada, composición.

## Posicionamiento en listas
| Listas (2006)                        | Mejor posición |
| ------------------------------------ | -------------- |
| Estados Unidos (Latin Rhythm Albums) | 15             |
| Estados Unidos (Top Latin Albums)    | 67             |